# Macedonethes skopjensis
Macedonethes skopjensis är en kräftdjursart som beskrevs av Buturovic1955. Macedonethes skopjensis ingår i släktet Macedonethes och familjen Trichoniscidae. Inga underarter finns listade i Catalogue of Life.